# Jacqueline Fernandez
Jacqueline Fernandez (Manama, Baréin; 11 de agosto de 1985) es una actriz esrilanquesa radicada en la India. Ha trabajado en películas indias, predominantemente en hindi, además de aparecer en programas de telerrealidad y videos musicales. Nació y creció en Baréin. Después de graduarse en comunicación de masas en la Universidad de Sídney y trabajar como reportera de televisión en Sri Lanka, se unió a la industria de la moda. Fue coronada Miss Universo Sri Lanka en 2006 y representó a su país en Miss Universo 2006.
Mientras estaba en un trabajo de modelaje en la India en 2009, audicionó con éxito para el drama de fantasía de Sujoy Ghosh, Aladin, que marcó su debut como actriz y le valió el premio IIFA al debut estelar femenino del año. Tuvo su papel revelación con el suspenso psicológico Murder 2 (2011), su primer éxito comercial. A esto le siguieron papeles glamurosos en la exitosa comedia Housefull 2 (2012) y el suspenso de acción Race 2 (2013), el primero le valió una nominación al premio IIFA a la mejor actriz de reparto. Continuó protagonizando las películas de acción más taquilleras, Kick (2014) y Vikrant Rona (2022), y las comedias Housefull 3 (2016) y Judwaa 2 (2017).
Además de su carrera como actriz en pantalla, ha trabajado como jueza en la novena temporada del programa de baile Jhalak Dikhhla Jaa (2016-2017), es una popular embajadora de celebridades para varias marcas y productos, ha participado en espectáculos en vivo y es activa en trabajos humanitarios.

## Primeros años y modelaje
Jacqueline Fernandez nació el 11 de agosto de 1985 en Manama, Baréin, y creció en una familia multiétnica. Su padre, Elroy Fernandez, es un burgher de Sri Lanka, y su madre, Kim, es de ascendencia malaya y canadiense. Su abuelo materno es canadiense y sus bisabuelos eran de Goa, entonces parte de la India portuguesa (ahora en la India). Su padre, que era músico en Sri Lanka, se mudó a Baréin en la década de 1980 para escapar de los disturbios civiles entre los cingaleses y los tamiles, y posteriormente conoció a su madre, que era azafata. Ella es la menor de cuatro hermanos, con una hermana mayor y dos hermanos mayores. Después de recibir su educación temprana en Baréin, estudió comunicación de masas en la Universidad de Sídney, en Australia. Después de graduarse, trabajó en un par de programas de televisión en Sri Lanka. También asistió a la escuela de idiomas Berlitz, donde aprendió español y mejoró su francés y árabe.
Declaró que desde su juventud había tenido la ilusión de ser una actriz en Hollywood. Recibió algo de formación en el Barry John Acting Studio, en Bombay. Aunque trabajaba como reportera de televisión, aceptó oportunidades en la industria del modelaje que surgieron tras su éxito en los concursos de belleza. En 2006, fue coronada Miss Universo Sri Lanka y representó a su país en el concurso Miss Universo 2006 celebrado en Los Ángeles. En una entrevista en 2015, describió la industria del modelaje como «un buen campo de entrenamiento» y afirmó: «Es un medio que te ayuda a perder las inhibiciones, conocer tu cuerpo y ganar confianza». En 2006, apareció en el video musical para la canción «O Sathi» del dúo Bathiya y Santhush junto a la cantante Umaria Sinhawansa.

## Carrera de actuación

### Debut y despegue profesional (2009-2013)
En 2009, viajó a la India para un trabajo de modelaje y audicionó con éxito para la película de fantasía Aladin (2009) de Sujoy Ghosh, que marcó su debut en la actuación. En la cinta, interpretó al interés amoroso del personaje de Riteish Deshmukh, inspirado en la princesa Jasmín. Rajeev Masand de CNN-IBN comentó que era «agradable a la vista y segura de sí misma, pero con poco que aportar». Aunque la película fue un fracaso tanto en crítica como en taquilla, ganó el premio IIFA al debut estelar femenino del año.

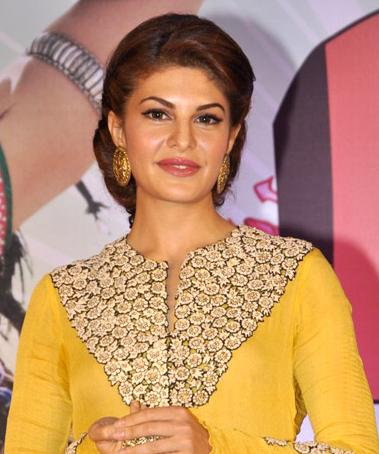
Fernandez en el evento de lanzamiento de una canción de la película Ramaiya Vastavaiya en 2013

En 2010, apareció junto a Riteish Deshmukh en la comedia romántica de ciencia ficción Jaane Kahan Se Aayi Hai. Interpretó el papel de una chica de Venus que llega a la Tierra en busca del amor. La película, al igual que la actuación de Fernandez, recibió críticas negativas. Sukanya Verma de Rediff comentó: «Se presta a hacer el ridículo imitando a estrellas de cine, desde la danza de Naagin de Sridevi hasta los movimientos de Disco Dancer de Mithun Chakraborty, o el violento movimiento de cabeza de Big B en Hum. Su Tara podría funcionar si Jaane Kahan Se Aayi Hai no estuviera tan empeñada en convertirla en una Barbie enamorada». La crítica Anupama Chopra también la criticó, calificándola como «un pinchazo en un globo». Más tarde ese año, hizo una aparición especial en la canción «Dhanno» para la comedia de Sajid Khan, Housefull.
El thriller de Mahesh Bhatt, Murder 2, fue el primer éxito comercial de Fernandez y marcó un punto de inflexión en su carrera. Interpretó el papel de Priya, una modelo solitaria que mantiene una relación confusa con Arjun Bhagwat (interpretado por Emraan Hashmi). Fue elogiada por su actuación y por la audacia y atractivo sexual que mostró en la película. Gaurav Malani de The Times of India afirmó que fue «tentadora con buen gusto», pero señaló que su romance con Hashmi estaba «literalmente a medio cocinar». Al año siguiente, apareció en la comedia Housefull 2, junto a Akshay Kumar, John Abraham y Asin. Se convirtió en una de las producciones más taquilleras de la India ese año y recaudó INR 1 860 millones (USD 22 millones) en todo el mundo. Recibió críticas mayoritariamente negativas por su actuación. Mientras que Gaurav Malani la elogió por su apariencia, NDTV la calificó como una «bimbo parlanchina» que «no encuentra placer en [su papel]». A pesar de las críticas negativas, recibió una nominación a mejor actriz de reparto en la 14.ª edición de los Premios IIFA por su actuación.
Su primer lanzamiento en 2013 fue Race 2, un thriller de acción con reparto coral (junto a Saif Ali Khan, John Abraham y Deepika Padukone), descrito por el crítico Rajeev Masand como «el equivalente cinematográfico de una novela basura». Interpretó a Omisha, una mujer fatal, un papel que requirió que aprendiera esgrima y algunas acrobacias. La película resultó ser un éxito comercial, con una recaudación mundial de más de INR 1 800 millones (USD 21 millones) y una ganancia neta en la India de más de INR 1 000 millones (USD 12 millones).

### Éxito comercial (2014-2018)
En 2014, apareció en el debut como director de Sajid Nadiadwala, la película de acción Kick, un remake de una película télugu de 2009 del mismo nombre. Protagonizó junto a Salman Khan, interpretando a Shaina, una psiquiatra. En esa película, conservó su voz real por primera vez. Mientras que Sneha May Francis comentó que ella es «increíblemente deslumbrante y se mueve como una magia», Raja Sen de Rediff fue más crítico con su entrega de diálogo, calificándola de «desafortunada». La película recibió críticas mixtas de los críticos, pero con una recaudación mundial de más de INR 3 750 millones (USD 44 millones), se convirtió en la cuarta película de Bollywood con mayor recaudación.
En 2015, protagonizó Roy, un thriller romántico dirigido por Vicky Singh, que la crítica Sarita A. Tanwar describió como una película «aburrida, agotadora y pretenciosa». Interpretó papeles duales, Ayesha Aamir, una cineasta en una relación con otro cineasta (interpretado por Arjun Rampal) y Tia Desai, una chica enamorada de un ladrón (interpretado por Ranbir Kapoor). Mientras que India TV lo calificó como «su mejor actuación hasta la fecha», el crítico Rajeev Masand consideró que ella «parece mal elegida para un papel que requería un mayor rango». Roy no logró cumplir con las expectativas de taquilla y fue un fracaso comercial. Más tarde ese año, apareció como invitada en la comedia satírica Bangistan.

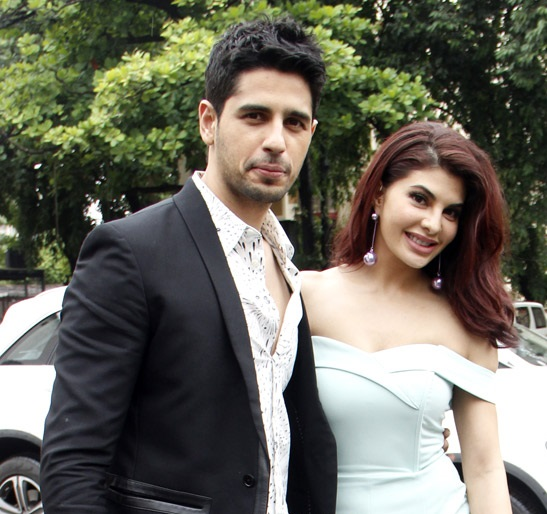
Fernandez en las promociones de A Gentleman con Sidharth Malhotra, 2017

El drama de acción de Karan Malhotra, Brothers, fue su siguiente lanzamiento. Junto a Akshay Kumar y Sidharth Malhotra, interpretó a Jenny, una madre intrépida que lucha por su hijo, un papel que describió como «desafiante», «intenso» y «difícil». Este papel marcó un cambio respecto a los personajes glamorosos que había interpretado anteriormente y por los que era conocida. Dhriti Sharma de Zee News calificó a su personaje como «suave, tímida y prometedora», y elogió su capacidad para «convencernos con su interpretación de la esposa de un luchador callejero». El crítico de cine Subhash K. Jha destacó que ella, en un papel limitado, «ofrece su mejor momento emotivo», mientras que el crítico Raja Sen comentó: «[ella] interpreta a la esposa de Kumar, que solloza largamente y se vuelve delirantemente feliz al ver un mensaje de texto, como si fuera la noticia de una secuela de Kick». Más tarde ese año, protagonizó el thriller de terror Definition of Fear, que marcó su debut en Hollywood.
Comenzó el año 2016 con un papel en Housefull 3, la tercera entrega de la franquicia Housefull. En esta comedia, compartió protagonismo con Akshay Kumar como su interés amoroso. Anna MM Vetticad de Firstpost se mostró decepcionada con la película y criticó su participación en un filme en el que es tratada como una mera «atracción visual». Pese a todo, la película fue un éxito comercial, con una recaudación mundial de INR 1 880 millones (USD 22 millones). Le siguió la aventura de acción Dishoom, que logró una recaudación de INR 1 200 millones (USD 14 millones) a nivel global. Posteriormente, participó como jueza en la novena temporada del concurso de baile Jhalak Dikhhla Jaa.
En 2017, apareció en el thriller criminal esrilanqués According to Matthew, dirigido por Chandran Rutnam. Esta película marcó su debut en el cine esrilanqués. Fue estrenada en Sri Lanka el 7 de abril de 2017 en los cines CEL Theatres bajo el título Anuragini. Su siguiente película fue la comedia de acción A Gentleman, junto a Sidharth Malhotra, dirigida por el dúo Raj Nidimoru y Krishna D.K. La película recibió críticas negativas y fue un fracaso en taquilla. Más tarde ese año, apareció en la comedia Judwaa 2, dirigida por David Dhawan, junto a Varun Dhawan y Taapsee Pannu. Esta película fue una secuela de la comedia de 1997 Judwaa. La película resultó ser un éxito en taquilla, recaudando INR 2 260 millones (USD 27 millones) en todo el mundo. En 2018, junto a Salman Khan, protagonizó Race 3, la tercera entrega de la franquicia Race. A pesar de las críticas mixtas, la película fue un éxito en taquilla, recaudando más de INR 3 000 millones (USD 35 millones) en todo el mundo.

### Retrocesos profesionales (2019-presente)

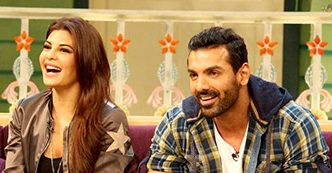
Fernandez y John Abraham en The Kapil Sharma Show.

En los últimos años, las películas de Fernandez han han sido un fracaso crítico. Entre sus proyectos recientes se encuentran Drive, de Tarun Mansukhani, junto a Sushant Singh Rajput, y Mrs. Serial Killer, una película original de Netflix dirigida por Shirish Kunder. También protagonizó junto a Akshay Kumar el drama de gánsteres Bachchhan Paandey. En 2022, participó en la película en canarés Vikrant Rona, que recibió críticas mixtas a negativas de los críticos.
En 2025, apareció junto a Abhishek Bachchan en Housefull 5. La película se estrenó en dos versiones, tituladas Housefull 5A y Housefull 5B, cada una con un final y un asesino diferentes. Devesh Sharma, de Filmfare, afirmó que aporta «glamur» a la película, pero no tiene nada que hacer en ella.

## Vida privada y otros trabajos

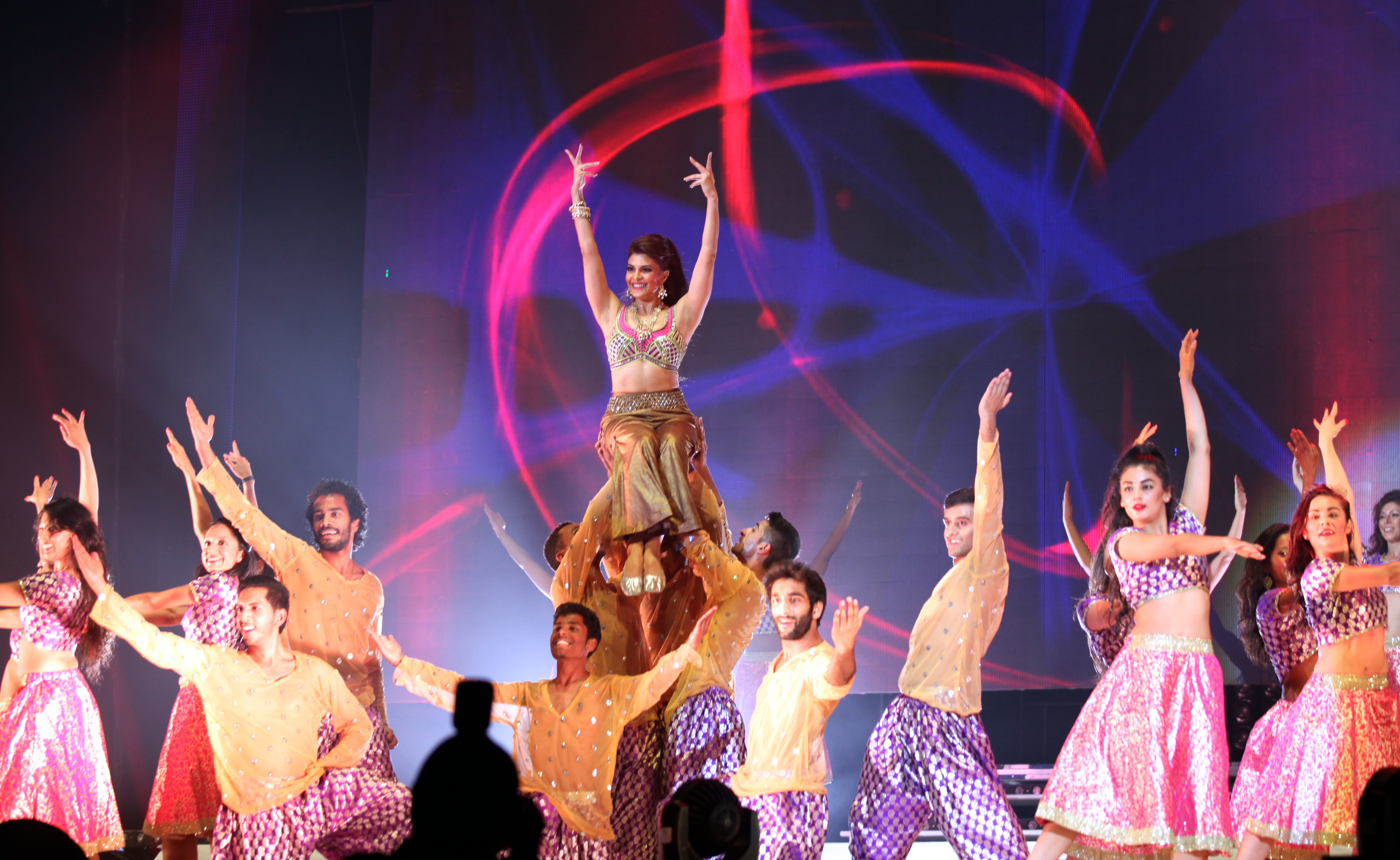
Fernandez en vivo en Bollywood Showstoppers, 2014

Fernandez mantiene un vínculo estrecho con su familia y admite que extraña estar rodeada de ellos. Dice: «Los extraño muchísimo todos los días. No te das cuenta de lo difícil que puede ser la vida cuando vives lejos de casa [...]. Al mismo tiempo, estar lejos de ellos me ha enseñado a ser más responsable. Me ha enseñado tantas cosas sobre mí misma, sobre prioridades y gestión del tiempo».
En 2008, comenzó a salir con el príncipe bareiní Hassan bin Rashid Al Khalifa, a quien conoció en una fiesta de un amigo común; se separaron en 2011. Mientras filmaba Housefull 2 en 2011, inició una relación romántica con el director Sajid Khan. La relación atrajo la atención de los medios en la India y hubo especulaciones sobre una posible boda. Sin embargo, la relación terminó en mayo de 2013.
Ha apoyado organizaciones benéficas y diversas causas. Por su defensa del bienestar animal, fue nombrada «Mujer del Año» por PETA (India) en 2014. Fernandez sigue una dieta vegana.
Fernandez ha participado en varias giras de conciertos y ceremonias de premiación televisadas. En 2013, actuó en Temptations Reloaded en Auckland, Perth y Sídney, junto a Shahrukh Khan, Rani Mukerji y Madhuri Dixit. También actuó en el espectáculo de talentos en vivo «Got Talent World Stage Live» junto a Khan, Priyanka Chopra y Varun Dhawan el año siguiente. En julio de 2014, inauguró un restaurante en Colombo, «Kaema Sutra», en colaboración con el chef Dharshan Munidasa, especializado en cocina contemporánea de Sri Lanka. En julio de 2018, Fernandez cofundó su línea de ropa deportiva, Just F. En marzo de 2022, bailó la canción «Arabic Kuthu» junto a otras actrices en un programa de televisión.

## Imagen pública

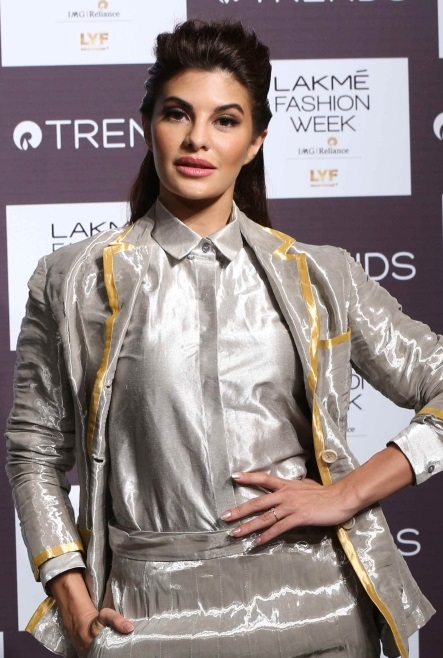
Fernandez en la Semana de la Moda de Lakme, 2016

En 2008 y 2011, apareció en la lista «Las mujeres asiáticas más sexys del mundo» de la revista británica Eastern Eye, ocupando el puesto número doce. Fue clasificada en el tercer lugar en la lista de «La mujer más deseable» de The Times of India en 2013 y 2014, después de ocupar los puestos octavo, séptimo y decimocuarto, respectivamente, en los tres años anteriores. En 2013, Rediff la incluyó en su lista de «Las actrices mejor vestidas de Bollywood». Al año siguiente, ocupó el puesto número 62 en la edición india de la lista Forbes Celebrity 100, una lista basada en los ingresos y la popularidad de las celebridades de la India.
A principios de 2013, se convirtió en la embajadora del HTC One, que promociona en la India. Fue la imagen de la Semana de la Moda Nupcial India («Indian Bridal Fashion Week», IBFW) de 2013. Más tarde ese año, se convirtió en la portavoz de los diamantes Forevermark diseñados por Gareth Pugh en Bombay, y estuvo presente en la inauguración de la tienda Forever 21, en la misma ciudad. Al analizar la carrera de Fernandez, India TV señaló: «Lenta pero firmemente, Jacqueline Fernandez está ascendiendo en la escalera del éxito [...] Jacqueline está dominando cómodamente cada aspecto del trabajo que se requiere de una actriz y está dando resultados en consecuencia». Por otro lado, Charu Thakur de India Today criticó sus habilidades actorales, pero señaló que: «[ha] logrado encontrar su lugar en Bollywood ahora apostando por papeles glamurosos».
En 2017, invirtió INR 35 millones (USD 410 000) en Raw Pressery, de Rakyan Beverages. La compañía afirma que con esta inversión, Fernandez se convirtió en la primera celebridad de la India en cofinanciar parcialmente una empresa de productos de consumo.

## Controversia
En diciembre de 2021, Fernandez empezó a ser investigada por un caso de lavado de dinero que involucra INR 2 000 millones. La Dirección de Cumplimiento de la Ley (ED) estuvo a cargo de la investigación y la interrogó durante diez horas el 9 de diciembre de 2021. Posteriormente, el 22 de diciembre, la ED rechazó su solicitud para revocar la orden de alerta que le impide salir del país.
Fue desvinculada de la película The Ghost, presuntamente debido al caso de lavado de dinero en su contra. El 17 de agosto de 2022, la Dirección de Cumplimiento de la Ley la nombró como acusada en el mismo caso, que involucra a Sukesh Chandrashekhar. En su defensa, argumentó que había realizado los depósitos a plazo fijo antes de conocer al estafador y que todos sus ingresos eran legítimos y habían sido debidamente gravados. El 26 de septiembre de 2022, el tribunal otorgó le libertad bajo fianza provisional a con una fianza de INR 50 000, a petición de su abogado.

## Filmografía

### Cine
| Año  | Título                  | Rol                                    | Notas                                                                         | Ref.            |
| ---- | ----------------------- | -------------------------------------- | ----------------------------------------------------------------------------- | --------------- |
| 2009 | Aladin                  | Jasmine                                |                                                                               | [ 109 ]         |
| 2010 | Jaane Kahan Se Aayi Hai | Tara                                   |                                                                               | [ 110 ]         |
| 2010 | Housefull               | Dhanno                                 | Aparición especial en la canción «Aapka Kya Hoga»                             | [ 111 ]         |
| 2011 | Murder 2                | Priya                                  |                                                                               | [ 112 ]         |
| 2012 | Housefull 2             | Bobby Kapoor                           |                                                                               | [ 113 ]         |
| 2013 | Race 2                  | Omisha                                 |                                                                               | [ 114 ]         |
| 2013 | Ramaiya Vastavaiya      | Ella misma                             | Aparición especial en la canción «Jadoo Ki Jhappi»                            | [ 115 ]         |
| 2014 | Kick                    | Shaina Mehra                           |                                                                               | [ 116 ]         |
| 2015 | Roy                     | Ayesha Aamir / Tia Desai               |                                                                               | [ 117 ]         |
| 2015 | Bangistan               | Rosanna (Rosie)                        | Cameo                                                                         | [ 118 ]         |
| 2015 | Brothers                | Jenny Fernandes                        |                                                                               | [ 119 ]         |
| 2015 | Definition of Fear      | Sarah Fording                          | Película británica                                                            |                 |
| 2016 | Housefull 3             | Ganga «Gracy» Patel                    |                                                                               | [ 120 ]         |
| 2016 | Dishoom                 | Meera Balraj «Ishika» Behl             |                                                                               | [ 121 ]         |
| 2016 | A Flying Jatt           | Kirti                                  |                                                                               | [ 122 ]         |
| 2017 | According to Matthew    | Daphne Reynolds                        | Película esrilanquesa                                                         |                 |
| 2017 | A Gentleman             | Kavya Chetwani                         |                                                                               | [ 123 ]         |
| 2017 | Judwaa 2                | Alishka Bakshi                         |                                                                               | [ 124 ]         |
| 2018 | Baaghi 2                | Ella misma                             | Aparición especial en la canción «Ek Do Teen»                                 | [ 125 ]         |
| 2018 | Race 3                  | Jessica Gomes                          |                                                                               | [ 126 ]         |
| 2019 | Saaho                   | Ella misma                             | Filmado simultáneamente en télugu; aparición especial en la canción «Bad Boy» | [ 127 ]         |
| 2019 | Drive                   | Tara Loha                              |                                                                               | [ 128 ]         |
| 2020 | Mrs. Serial Killer      | Sona Mukherjee                         |                                                                               |                 |
| 2021 | Radhe                   | Ella misma                             | Aparición especial en la canción «Dil De Diya»                                | [ 129 ]         |
| 2021 | Bhoot Police            | Kanika «Kanu» Kulbhushan               |                                                                               | [ 130 ]         |
| 2022 | Bachchhan Paandey       | Sophie                                 |                                                                               | [ 131 ] [ 132 ] |
| 2022 | Attack                  | Ayesha Roy                             |                                                                               | [ 133 ] [ 134 ] |
| 2022 | Vikrant Rona            | Racquel D'Coasta alias Gadang Rakkamma | Película en canarés                                                           | [ 135 ]         |
| 2022 | Tell It Like a Woman    | Divya                                  | Película ítaloestadounidense                                                  | [ 136 ]         |
| 2022 | Ram Setu                | Sandra Rebello                         |                                                                               | [ 137 ]         |
| 2022 | Cirkus                  | Bindu                                  |                                                                               | [ 138 ]         |
| 2023 | Selfiee                 | Ella misma                             | Aparición especial en la canción «Deewane»                                    | [ 139 ]         |
| 2024 | Kill 'Em All 2          | Vanessa                                | Película estadounidense                                                       | [ 140 ]         |
| 2025 | Fateh                   | Khushi Sharma                          |                                                                               | [ 141 ]         |
| 2025 | Raid 2                  | Ella misma                             | Aparición especial en la canción «Money Money»                                | [ 142 ]         |
| 2025 | Housefull 5             | Sasikala                               |                                                                               | [ 143 ]         |
| 2025 | Welcome To The Jungle   | Por anunciar                           | En rodaje                                                                     |                 |

### Televisión
| Año           | Título                            | Rol            | Notas                   |
| ------------- | --------------------------------- | -------------- | ----------------------- |
| 2016          | Jhalak Dikhhla Jaa                | Jueza          |                         |
| 2020-presente | Fabulous Lives of Bollywood Wives | Ella misma     | Aparición como invitada |
| 2025          | Hai Junoon!                       | Pearl Saldanha |                         |

### Videos musicales
| Año  | Título            | Artista(s)               | Ref.    |
| ---- | ----------------- | ------------------------ | ------- |
| 2016 | «GF BF»           | Gurinder Seagal          | [ 144 ] |
| 2020 | «Mere Angne Mein» | Neha Kakkar, Raja Hasan  | [ 145 ] |
| 2020 | «Genda Phool»     | Payal Dev, Badshah       | [ 146 ] |
| 2021 | «Paani Paani»     | Aastha Gill, Badshah     | [ 147 ] |
| 2022 | «Mud Mud Ke»      | Neha Kakkar, Tony Kakkar | [ 148 ] |
| 2024 | «Yimmy Yimmy»     | Shreya Ghoshal, Tayc     | [ 149 ] |

## Discografía
| Año  | Canción      | Cantante             | Compositor(es)            | Ref.    |
| ---- | ------------ | -------------------- | ------------------------- | ------- |
| 2024 | «Stormrider» | Jacqueline Fernandez | Amrita Sen, Robin Grubert | [ 150 ] |

## Premios y nominaciones
| Año  | Premio                                | Categoría                                         | Película      | Resultado | Ref.    |
| ---- | ------------------------------------- | ------------------------------------------------- | ------------- | --------- | ------- |
| 2010 | Premios IIFA                          | Debut estelar femenino del año                    | Aladin        | Ganadora  | [ 23 ]  |
| 2010 | Premios Stardust                      | Nuevo rostro emocionante                          | Aladin        | Ganadora  | [ 151 ] |
| 2012 | Premios Stardust                      | Mejor actriz (suspenso/acción)                    | Murder 2      | Nominada  | [ 152 ] |
| 2013 | Premios IIFA                          | Mejor actriz de reparto                           | Housefull 2   | Nominada  | [ 34 ]  |
| 2013 | 15.os Asianet Film Awards             | Actriz de Bollywood con más estilo                | —             | Ganadora  | [ 153 ] |
| 2015 | Premios BIG Star Entertainment        | Bailarina más entretenida de BIG Star             | Kick          | Ganadora  | [ 154 ] |
| 2015 | Premios Stardust                      | Style Diva                                        | Kick          | Ganadora  | [ 155 ] |
| 2015 | Screen Awards                         | Mejor actriz (elección popular)                   | Kick          | Nominada  | [ 156 ] |
| 2016 | Esrilanquesa del año de Ada Derana    | Entretenedora global                              | —             | Ganadora  | [ 157 ] |
| 2016 | Premios Stardust                      | Mejor actriz                                      | Housefull 3   | Nominada  | [ 158 ] |
| 2016 | Premios Stardust                      | Mejor actriz                                      | Dishoom       | Nominada  | [ 158 ] |
| 2017 | Premios BIG Zee Entertainment         | Actriz más entretenida en una película de comedia | Housefull 3   | Nominada  | [ 159 ] |
| 2017 | Premios BIG Zee Entertainment         | Bailarines más entretenidos (masculino/femenino)  | A Flying Jatt | Nominada  | [ 159 ] |
| 2017 | Premios BIG Zee Entertainment         | Bailarines más entretenidos (masculino/femenino)  | Dishoom       | Nominada  | [ 159 ] |
| 2017 | Nickelodeon Kids' Choice Awards India | Mejor actriz de cine (femenina)                   | Judwaa 2      | Nominada  | [ 160 ] |